# Edwarda Orłowska
Edwarda Orłowska, pierwotnie Estera Mirer, ps. „Małanka” (ur. 11 sierpnia?/24 sierpnia 1906 w Witebsku zm. 23 września 1977 w Warszawie) – polska działaczka komunistyczna, posłanka do Krajowej Rady Narodowej (1945–1947), na Sejm Ustawodawczy (1947–1952) i na Sejm PRL I kadencji (1952–1956).

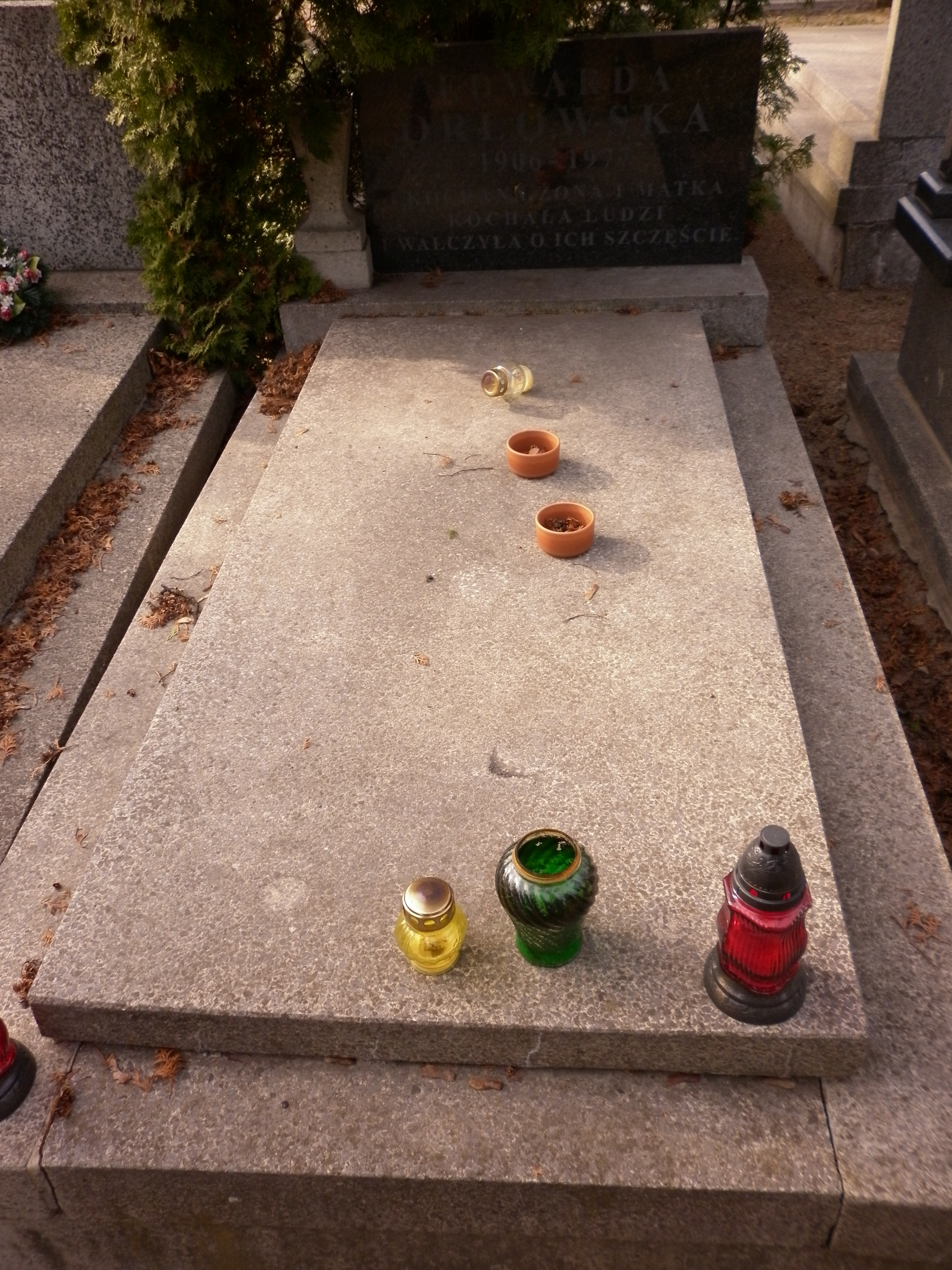
Nagrobek Edwardy Orłowskiej

## Życiorys
Urodziła się w rodzinie żydowskiej. Córka Henryka (Honona), przedstawiciela handlowego firmy papierniczej, oraz Rebeki. Okres I wojny światowej spędziła w Smoleńsku, gdzie została ewakuowana wraz z rodzicami. Po powrocie do Białegostoku w 1919 podjęła naukę w gimnazjum Zeligmana. Już od najmłodszych lat wraz z bratem Sanią (zm. 1920 w Mińsku) zaangażowała się w działalność komunistyczną (m.in. podczas sowieckiej okupacji miasta w 1920), za co była wielokrotnie zatrzymywana i aresztowana. Po aresztowaniu w 1923 wyrzucona z gimnazjum, naukę kontynuowała na własną rękę. Działała w Związku Młodzieży Komunistycznej (ZMK), a od 1924 w jego regionalnej sekcji: ZMK Zachodniej Białorusi (później: Komunistyczny Związek Młodzieży Zachodniej Białorusi). Na przełomie lat 1929/1930 pełniła obowiązki I sekretarza komitetów okręgowych Komunistycznej Partii Zachodniej Białorusi w Pińsku, Brześciu i Grodnie. W 1934 aresztowana i skazana na 5 lat więzienia (areszt i wyrok odbywała m.in. na Łukiszkach i „Stefance”), które opuściła w 1937. Po rozpoczęciu sowieckiej okupacji Podlasia w 1939 pracowała w fabryce włókienniczej nr 29 w Białymstoku (dawne zakłady Machaja) jako przewodnicząca Rady Zakładowej. Po ataku Niemiec na ZSRR 22 czerwca 1941 ewakuowana do Kazachskiej SRR, gdzie pełniła obowiązki sekretarza obwodowego Związku Patriotów Polskich.
Po utworzeniu Polskiego Komitetu Wyzwolenia Narodowego (PKWN) została sprowadzona samolotem do Polski i zatrudniona w Resorcie Administracji Publicznej PKWN. Była odpowiedzialna za organizację aparatu Polskiej Partii Robotniczej (PPR) na terenie województwa białostockiego. Stanęła na czele Komitetu Obwodowego (a później: Wojewódzkiego) PPR. Uczestniczyła w II Zjeździe PPR jako reprezentantka powiatu Sokółka. W latach 1946–1948 kierowała Wydziałem Kobiecym PPR, a po zjednoczeniu z Polską Partią Socjalistyczną i powstaniu PZPR — analogiczną komórką przy Komitecie Centralnym PZPR (do 1953). Od 1947 do 1953 była członkiem Rady Światowej Demokratycznej Federacji Kobiet. Działała także w Towarzystwie Przyjaźni Polsko-Radzieckiej, będąc sekretarzem jego zarządu głównego. Zasiadała w Centralnej Komisji Rewizyjnej PZPR.
W grudniu 1945 wyznaczona została przez WRN w Białymstoku do Krajowej Rady Narodowej. W 1947 uzyskała mandat posłanki na Sejm Ustawodawczy z okręgu Ełk. W 1952 ponownie znalazła się w Sejmie (jako reprezentantka okręgu Łomża). Zasiadała w Komisji Gospodarki Komunalnej i Mieszkaniowej.
Odznaczona została m.in. Orderem Sztandaru Pracy I i II klasy, Krzyżem Kawalerskim i Komandorskim Orderu Odrodzenia Polski, odznaką „Zasłużony Działacz Kultury” (1967) oraz Medalem pamiątkowym 50-lecia Wielkiej Socjalistycznej Rewolucji Październikowowej (ZSRR, 1968).
Była żoną Szymona Datnera. Jej pierwszy mąż, działacz komunistyczny Abram Orłowski, z którym miała syna Sergiusza (1941–1942), zginął podczas II wojny światowej. Jest pochowana na Cmentarzu Wojskowym na Powązkach (kwatera C35-2-13). Jest matką Heleny Datner.